# Futbol'nyj Klub Stal' Kam"jans'ke
Lo Stal' Kam"jans'ke (in ucraino Сталь Кам'янське?) è stata una società di calcio di Kam"jans'ke, in Ucraina.

## Storia
Il club è stato fondato nel 1926, con il nome di Metalist. In seguito fu cambiato in Dzeržiynka. Ha partecipato al campionato sovietico fino al 1948 con il nome di Dzeržynsky Memorial Factory, poi cambiato in Stal. Nel 1978 il club assunse la denominazione di Metalurh Dniprodzeržyns'k, vinse il campionato ucraino e fu promosso in Vtoraja Liga. Rimase in quella categoria fino al 1985 e il suo miglior piazzamento fu un 12º posto.
Dal 1994 al 1998 non ci fu alcuna squadra, poi grazie alla riorganizzazione del club, lo Stal' Dniprodzeržyns'k riprese vita e si affermò come una delle squadre più forti dell'Oblast' di Dnipropetrovs'k. Nel 2001 vinse la coppa regionale e ottenne la promozione in Druha Liha. Nel 2003-04 vince il campionato e si guadagna l'accesso alla Perša Liha.
Nel 2007-08 viene nuovamente retrocesso e dopo sei anni riconquista la Perša Liha. Nel 2015 il club si sarebbe dovuto fondere con il Metalurh Donec'k, ma a causa della bancarotta dichiarata dal club del Donbass in seguito alla guerra dell'Ucraina orientale del 2014, lo Stal' prende il posto del Metalurh in Prem"jer-liha.
La stagione 2017-2018 vede la retrocessione del club in Perša Liha, tuttavia prima dell'inizio del campionato la squadra viene ritirata per problemi finanziari.

## Rosa 2017-2018
| N. |                    | Ruolo | Calciatore          |
| -- | ------------------ | ----- | ------------------- |
| 1  | Ucraina (bandiera) | P     | Danylo Ryabenko     |
| 3  | Armenia (bandiera) | C     | Gor Malak'yan       |
| 4  | Ucraina (bandiera) | D     | Bohdan Mytsyk       |
| 7  | Ucraina (bandiera) | D     | Danylo Knyš         |
| 8  | Ucraina (bandiera) | C     | Maryan Mysyk        |
| 10 | Ucraina (bandiera) | C     | Kyrylo Kostenko     |
| 11 | Ucraina (bandiera) | C     | Yuriy Klymchuk      |
| 13 | Ucraina (bandiera) | C     | Dmytro Kopytov      |
| 15 | Ucraina (bandiera) | D     | Hlib Hrachov        |
| 16 | Ucraina (bandiera) | A     | Artem Khotsianovsky |
| 17 | Ucraina (bandiera) | C     | Orest Kuzyk         |
| 18 | Ucraina (bandiera) | D     | Oleksandr Tymchyk   |

| N. |                        | Ruolo | Calciatore        |
| -- | ---------------------- | ----- | ----------------- |
| 21 | Armenia (bandiera)     | C     | Ēdgar Malak'yan   |
| 22 | Armenia (bandiera)     | D     | Artur Danielyan   |
| 23 | Ucraina (bandiera)     | C     | Mikhail Meskhi    |
| 39 | Ucraina (bandiera)     | A     | Denys Vasin       |
| 64 | Ucraina (bandiera)     | P     | Herman Pen'kov    |
| 79 | Ucraina (bandiera)     | P     | Yuriy Pankiv      |
| 88 | Ucraina (bandiera)     | A     | Maryan Mysyk      |
| 91 | Ucraina (bandiera)     | C     | Roman Karasjuk    |
| 93 | Ucraina (bandiera)     | A     | Roman Debelko     |
| 94 | Ucraina (bandiera)     | C     | Maksym Zaderaka   |
| 99 | Paesi Bassi (bandiera) | A     | Sylvano Comvalius |

## Rosa 2016-2017
| N. |                    | Ruolo | Calciatore                 |
| -- | ------------------ | ----- | -------------------------- |
| 3  | Ucraina (bandiera) | C     | Oleksiy Dovgy              |
| 4  | Ucraina (bandiera) | D     | Anton Kravčenko            |
| 6  | Ucraina (bandiera) | C     | Maksym Kalenčuk (capitano) |
| 7  | Ucraina (bandiera) | D     | Serhij Voronin             |
| 8  | Armenia (bandiera) | C     | Gor Malakyan               |
| 9  | Armenia (bandiera) | C     | Edgar Malakyan             |
| 10 | Curaçao (bandiera) | C     | Boy Deul                   |
| 12 | Ucraina (bandiera) | P     | Oleksandr Bandura          |
| 13 | Serbia (bandiera)  | D     | Miloš Stamenković          |
| 14 | Aruba (bandiera)   | C     | Erixon Danso               |
| 16 | Ghana (bandiera)   | A     | Kwame Karikari             |
| 17 | Ucraina (bandiera) | C     | Orest Kuzyk                |

| N. |                        | Ruolo | Calciatore        |
| -- | ---------------------- | ----- | ----------------- |
| 20 | Azerbaigian (bandiera) | D     | Pavlo Pashaev     |
| 22 | Armenia (bandiera)     | D     | Artur Danielyan   |
| 32 | Ucraina (bandiera)     | D     | Mykola Ischenko   |
| 39 | Ucraina (bandiera)     | A     | Denys Vasin       |
| 64 | Ucraina (bandiera)     | P     | Herman Pen'kov    |
| 79 | Ucraina (bandiera)     | P     | Yuriy Pankiv      |
| 88 | Ucraina (bandiera)     | A     | Maryan Mysyk      |
| 91 | Ucraina (bandiera)     | C     | Roman Karasjuk    |
| 93 | Ucraina (bandiera)     | A     | Roman Debelko     |
| 94 | Ucraina (bandiera)     | C     | Maksym Zaderaka   |
| 99 | Paesi Bassi (bandiera) | A     | Sylvano Comvalius |

## Rosa 2014-2015
| N. |                    | Ruolo | Calciatore                 |
| -- | ------------------ | ----- | -------------------------- |
| 2  | Ucraina (bandiera) | D     | Artem Baranovs'kyj         |
| 3  | Ucraina (bandiera) | C     | Volodymyr Adamyuk          |
| 4  | Ucraina (bandiera) | D     | Anton Kravčenko            |
| 6  | Ucraina (bandiera) | C     | Maksym Kalenčuk (capitano) |
| 7  | Ucraina (bandiera) | D     | Serhij Voronin             |
| 8  | Ucraina (bandiera) | A     | Volodymyr Homenyuk         |
| 11 | Ucraina (bandiera) | A     | Jevhen Budnik              |
| 12 | Ucraina (bandiera) | P     | Oleksandr Bandura          |
| 14 | Ucraina (bandiera) | A     | Anton Kotlyar              |
| 17 | Ucraina (bandiera) | C     | Anton Postupalenko         |
| 19 | Ucraina (bandiera) | D     | Serhiy Pshenychnykh        |
| 21 | Ucraina (bandiera) | C     | Valeriy Kucherov           |

| N. |                    | Ruolo | Calciatore           |
| -- | ------------------ | ----- | -------------------- |
| 25 | Ucraina (bandiera) | C     | Oleksandr Kozak      |
| 32 | Ucraina (bandiera) | D     | Mykola Ischenko      |
| 39 | Ucraina (bandiera) | A     | Denys Vasin          |
| 42 | Ucraina (bandiera) | D     | Rostyslav Bahdasarov |
| 44 | Ucraina (bandiera) | D     | Yuriy Putrash        |
| 64 | Ucraina (bandiera) | P     | Herman Pen'kov       |
| 79 | Ucraina (bandiera) | P     | Yuriy Pankiv         |
| 88 | Ucraina (bandiera) | A     | Maryan Mysyk         |
| 91 | Ucraina (bandiera) | C     | Roman Karasjuk       |
| 93 | Ucraina (bandiera) | A     | Roman Debelko        |
| 94 | Ucraina (bandiera) | C     | Maksym Zaderaka      |

## Palmarès

### Competizioni nazionali
- Druha Liha: 1

2003-2004

### Altri piazzamenti
- Perša Liha:

Secondo posto: 2014-2015
- Druha Liha:

Secondo posto: 2013-2014
Terzo posto: 2008-2009